# Фраппар, Стефани
Стефани Фраппар (фр. Stéphanie Frappart; род. 14 декабря 1983, Ле-Плесси-Бушар) — французская футбольная судья.

## Карьера
С 2011 года обслуживает матчи Национального чемпионата — третьего по значимости футбольного дивизиона Франции.
В 2014 году Фраппар стала первой женщиной-судьёй во французской Лиге 2.
В 2015 году была одной из судей на проходившем в Канаде чемпионате мира по футболу среди женщин.
Обслужила два матча группового этапа женского турнира летних Олимпийских игр 2016 года в Рио-де-Жанейро: Канада — Австралия и ЮАР — Бразилия.
Также участвовала в чемпионате мира 2019 года во Франции, где ей доверили судить финальный матч между США и Нидерландами (2:0).
В апреле 2019 года было объявлено, что Фраппар станет первой женщиной-судьёй в высшей лиге чемпионата Франции. 28 апреля она дебютировала в Лиге 1 в матче 34-го тура Амьен — Страсбур, в котором показала 4 предупреждения. Игра завершилась со счётом 0:0.
2 августа 2019 года была назначена главным арбитром на матч за Суперкубок УЕФА 2019.
2 декабря 2020 года стала первой женщиной, работавшей в качестве главного судьи на матче Лиги чемпионов УЕФА (обслуживала игру между «Ювентусом» и киевским «Динамо»). 27 марта 2021 года стала первой женщиной — главным арбитром в истории мужских чемпионатов мира, отработав матч отборочного турнира к чемпионату 2022 года между Нидерландами и Латвией. 21 апреля 2021 года УЕФА сообщил, что Стефани будет работать в качестве четвёртого арбитра на матчах мужского чемпионата Европы 2020 года и тем самым станет первой женщиной, которая войдёт в судейскую бригаду на чемпионатах Европы.
На летних Олимпийских играх 2020 года в Токио также обслуживала женский футбольный турнир, была главным арбитром в матче группового этапа Новая Зеландия — США и четвертьфинале Канада — Бразилия.
В мае 2022 года ФИФА назначила её одной из 36 главных судей чемпионата мира по футболу 2022 года в Катаре. Всего в составе три женщины. 22 ноября стала первой женщиной‑арбитром, работающей на матче чемпионата мира по футболу. Обслуживала игру группового этапа между сборными Мексики и Польши в качестве четвёртого арбитра.
1 декабря 2022 года стала первой женщиной, работавшей в качестве главного судьи на матче Чемпионата мира по футболу (обслуживала игру между сборными Коста-Рики и Германии).

### Чемпионат мира 2022 года
| Стадия         | Дата           | Место                | Команда 1  | Команда 2 | Результат | Предупреждён | Red card | Пенальти |
| -------------- | -------------- | -------------------- | ---------- | --------- | --------- | ------------ | -------- | -------- |
| Групповой этап | 1 декабря 2022 | Эль-Байт, г.Эль-Хаур | Коста-Рика | Германия  | 2:4 (0:1) | 1 - 0        | 0 - 0    | 0 - 0    |